# Ryan Merriman
Pour les articles homonymes, voir Merriman.
Ryan Merriman est un acteur américain né le 10 avril 1983 à Choctaw, Oklahoma (États-Unis).

## Biographie

### Début
Ryan est né à Choctaw, en Oklahoma, le 10 avril 1983. Sa tante, Heather, est la première à découvrir son talent d’acteur. Elle insiste pour que celui-ci soit développé. Il est alors inscrit dans une agence de castings. À sept ans, il peut déjà être remarqué dans plusieurs publicités pour la télévision locale. Très vite, d’autres personnes remarquent son talent. Il joue alors dans des théâtres locaux et tourne toujours des publicités.
À dix ans, il se rend à Los Angeles pour auditionner le rôle de Blake Kellog dans la série télévisée The Mommies (en). Celle-ci dure 2 ans, de 1993 à 1995. Parallèlement, il obtient un rôle dans un épisode de la série Le Client.

### Nominations et Récompenses
Après cela, il a un petit rôle dans le film What's right with America (1997). La même année, il décroche le rôle de Jarod jeune dans Le Caméléon. C’est avec cette série qu’il obtient ses premiers fans français et qu’il se fait connaître de par le monde. Il reçoit aussi grâce à ce rôle un Young Artist Award, trois YoungStar Awards et deux nominations aux Young Artist Awards.
Ensuite il obtient un rôle qui va beaucoup l’aider dans sa carrière, Everything that rises (1998), où il donne la réplique à Dennis Quaid. Ce film a vraiment montré son talent. De plus, il a gagné un Young Artist Award pour sa performance dans ce film.
L’année 1999 est une année où il est très occupé. En même temps que son rôle dans Le Caméléon, il obtient de petits rôles dans Le Manipulateur et L'Amour égaré. Il joue aussi aux côtés de Michelle Pfeiffer, Treat Williams et Jonathan Jackson dans Aussi profond que l'océan. Ryan dit lui-même que ce film fut une très bonne expérience et travailler avec Michelle Pfeiffer lui a beaucoup appris. Pour sa performance, il a reçu un Young Artist Award et une nomination aux YoungStar Awards. Dans le même temps, deux autres de ses films sortent : Just looking et La Maison du Futur, un film de Disney Channel.

### À partir de 2000
En 2000, il obtient un rôle dans le film Rocket's Red Glare. Puis en 2001, il joue une nouvelle fois dans un film de Disney Channel : Le Lutin. Ce film lui a fait gagner de nouveaux fans Français. À cette époque, il est très interviewé dans les magazines et devient vraiment reconnu pour son talent.
Il apparaît dans la série Les Anges du Bonheur, mais obtient surtout son rôle le plus difficile jusqu’alors : Jack Cambridge dans le film Tout pour mon fils, pour lequel il reçoit un « Young Artist Award ».
En 2002, il a un petit rôle dans Halloween : Resurrection. C’est son premier film d’horreur. Parallèlement, il joue dans Des vacances inoubliables pour lequel il part séjourner en Australie et nager avec des dauphins, et Disparition pour lequel il a dû laisser pousser ses cheveux. Il gagne un « Young Artists Award » pour son rôle dans « Disparition ».
En 2003, il décroche un des rôles principaux dans la série Veritas: The Quest. Cette expérience lui fut bénéfique car c’est l’un de ses premiers rôles avec des scènes d’action. Il réalise d’ailleurs beaucoup de ses propres cascades et a été de nombreuses fois blessé. Malheureusement, la série n'a pas été renouvelée après la première saison.
Il obtient un rôle dans Le Pilote (Spin), un film indépendant réalisé par James Redford. Ce rôle a une nouvelle fois montré l’étendue de son talent.
En 2004, il apparaît dans un épisode de Smallville et se marie à Micol le 25 juin de cette année. Il apparaît dans The Colt, qui sort au cinéma en 2005.

### Après 2005
En 2005, Le Cercle 2 sort dans les salles. Il y a un tout petit rôle au début du film. Il apparaît aussi dans le court métrage « Cercles » (Rings), le lien entre Le Cercle et Le Cercle 2. En 2006, il apparaît dans Destination finale 3 et dans un film indépendant, Home of the Giants, sorti en 2007.
Il est récompensé d’un One-to-Watch Award au septième « Young Hollywood Awards ».
En 2006, Destination finale 3 sort au cinéma. Ce film a beaucoup aidé à le faire connaître et à lui faire acquérir encore un peu plus de fans français.
Il apparaît aussi dans Comanche Moon, Wild Cherry et tient un des rôles principaux dans Backwoods.
Ce n'est qu'à partir de 2013 que Ryan Merriman reprend sa carrière d'acteur avec le film 42, centré sur la vie de Jackie Robinson, la légende du baseball.

## Filmographie

### Cinéma
- 1999 : Aussi profond que l'océan (The Deep End of the Ocean) : Sam Karras / Ben Cappadora (à 12 ans)
- 1999 : Just Looking : Lenny Levine
- 2002 : Halloween : Resurrection (Halloween: Resurrection) : Myles 'Deckard' Barton
- 2005 : Rings (en) (court métrage) : Jake Pierce
- 2003 : Le Pilote (Spin) : Eddie
- 2005 : Le Cercle 2 (The Ring Two) : Jake Pierce
- 2006 : Destination finale 3 (Final Destination 3) : Kevin Fischer
- 2008 : Home of the Giants  (Home of the Giants) : Matt Morrison
- 2013 : 42 : Dixie Walker
- 2015 : A Sunday horse

### Courts métrages
2005 : Cercles (Rings) : ce court métrage de 15 minutes sert d'introduction au film Le Cercle 2, de Hideo Nakata, et révèle ce qu'est devenue la cassette depuis la fin du film Le Cercle, de Gore Verbinski, sorti en 2002.

### Télévision

#### Série télévisée
- 1993 - 1995 : The Mommies (en) : Blake Kellogg
- 1996 - 2000 : Le Caméléon (The Pretender) : Jarod (jeune)
- 2002 : Disparition (Taken) : Sam Crawford (adulte)
- 2003 : Veritas: The Quest : Nikko Zond
- 2004 : Smallville (saison 3, épisode 13) : Dante
- 2012 : Hawaii 5.0 (saison 2, épisode 16) : Dennis Mack
- 2010 - 2014 : Pretty Little Liars : Ian Thomas (16 épisodes)

#### Téléfilms
- 1997 : What's Right with America
- 1998 : Miracle à la maison (Everything That Rises) : Nathan Clay
- 1999 : L'Amour égaré (Night Ride Home) : Justin
- 1999 : Le Manipulateur (Lansky) : Meyer Lansky (jeune)
- 1999 : La Maison du Futur (Smart House) : Ben Cooper
- 2000 : Rocket's Red Glare : Todd Baker
- 2001 : Le Lutin (The Luck of the Irish) : Kyle Johnson
- 2001 : Tout pour mon Fils (Dangerous Child) : Jack Cambridge
- 2002 : Vacances inoubliables (A Ring of Endless Light) : Adam Eddington
- 2005 : The Colt : Jim Rabb
- 2008 : Backwoods : Adam Benson
- 2010 : La Fille de L'Ascenseur (Elevator Girl) : Jonathan
- 2013 : Independence Daysaster : Pete Garcette
- 2015 : La Demande en Mariage (How Not to Propose) : Travis
- 2016 : Les Obstacles de la Vie (A Sunday Horse) : Jonathan Collier
- 2019 : Au secours, je suis dans un film de Noël ! (A Christmas Movie Christmas) : Dustin

## Distinctions

### Récompenses
- 1998 : Young Artist Awards de la meilleure performance pour un jeune acteur dans un second rôle dans une série télévisée dramatique pour Le Caméléon (The Pretender) (1996-2000).
- 1999 : Young Artist Awards de la meilleure performance pour un jeune acteur dans un second rôle dans une série télévisée dramatique pour Le Caméléon (The Pretender) (1996-2000).
- 2000 : Young Artist Awards de la meilleure performance pour un jeune acteur dans un drame pour Aussi profond que l'océan (The Deep End of the Ocean) (1999).

### Nominations
- 1997 : Young Artist Awards de la meilleure performance pour un jeune acteur dans une série télévisée dramatique pour Le Caméléon (The Pretender) (1996-2000).
- 1997 : YoungStar Awards de la meilleure performance pour un jeune acteur dans une série télévisée dramatique pour Le Caméléon (The Pretender) (1996-2000).
- 1998 : YoungStar Awards de la meilleure performance pour un jeune acteur dans une série télévisée dramatique pour Le Caméléon (The Pretender) (1996-2000).
- 1999 : YoungStar Awards de la meilleure performance pour un jeune acteur dans un drame pour Aussi profond que l'océan (The Deep End of the Ocean) (1999).
- 2000 : YoungStar Awards de la meilleure performance pour un jeune acteur dans une série télévisée dramatique pour Le Caméléon (The Pretender) (1996-2000).